# 武屯街道
武屯街道，原为武屯镇，是中华人民共和国陕西省西安市閻良區下辖的一个乡镇级行政单位。2018年撤镇设街道。区划代码改为 610114006。

## 行政区划
武屯街道下辖以下地区：
广阳村、仁关村、东孙村、宏丰村、扬居村、老寨村、新庄村、沟王村、御东村、任张村、联党村、房村、西相村、御宝村和三合村。